# Khao soi
Khao soi o khao soy  (en tailandés: ข้าวซอย, en lao: ເຂົ້າຊອຍ, birmano: အုန်းနို့ခေါက်ဆွဲ [ʔóʊɴ no̰ kʰaʊʔ sʰwɛ́]) es un plato de Chin Haw que se sirve ampliamente en Myanmar (conocido como: ohn no khao swè), Laos y el norte de Tailandia. El nombre significa 'arroz cortado', aunque es posible que sea simplemente una corrupción de la palabra birmana para fideos, "khao swè", lo que puede explicar las variaciones. Tradicionalmente, la masa de los fideos de arroz se extiende sobre un paño estirado sobre agua hirviendo. Después de cocinar al vapor, la hoja grande de fideos se enrolla y se corta con unas tijeras. Lao khao soi todavía se hace con los fideos tradicionales, y en algunos mercados de Luang Namtha y los vendedores de Muang Sing todavía cortan los fideos. Estos fideos cortados tradicionalmente también se pueden encontrar en varios lugares del norte de Tailandia.

## Versiones
Hay dos versiones comunes de khao soi: 

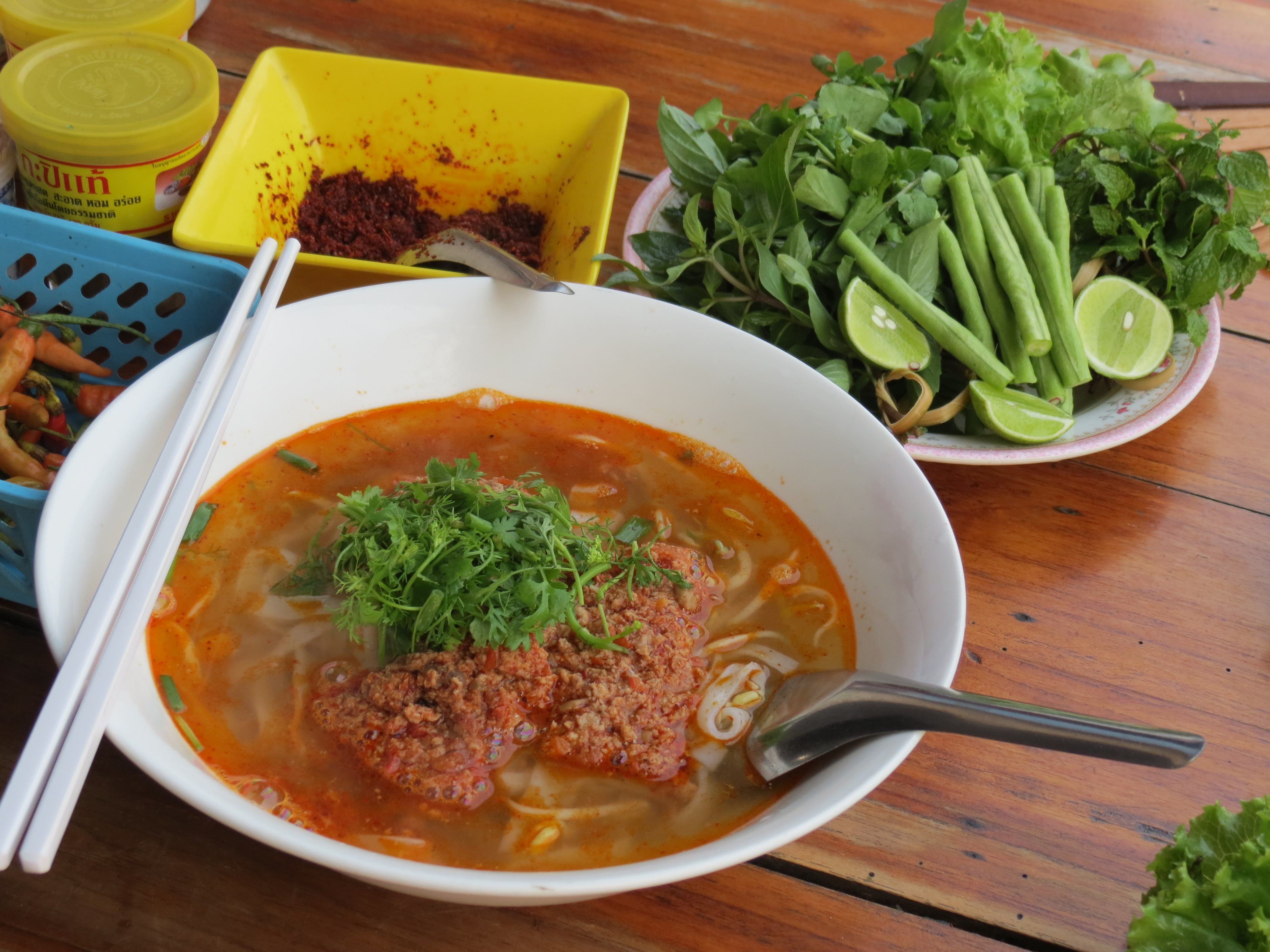
Khao soi al estilo lao, en Luang Prabang

- Lao khao soi es una sopa hecha con fideos de arroz anchos, carne de cerdo picada en trozos grandes, tomates, frijoles de soja fermentados, chiles, chalotes y ajo, luego cubierta con corteza de cerdo, brotes de soja, cebolletas picadas y cilantro picado. Aunque los habitantes del norte de Laos tienen una forma especial de preparar este plato, se pueden encontrar diferentes versiones en los restaurantes de Laos.[3]
- El khao soi del norte de Tailandia o Khao Soi Islam está más cerca del ohn no khao swè birmano actual, siendo un plato parecido a una sopa hecho con una mezcla de fideos de huevo crujientes fritos y fideos de huevo cocidos, hojas de mostaza en escabeche, chalotes, lima, chiles molidos fritos en aceite y carne en una salsa similar al curry que contiene leche de coco.[4] El curry es algo similar al amarillo o Curry Massaman pero de una consistencia más fina. Es popular como plato callejero que comen los tailandeses en el norte de Tailandia, aunque no se sirve con frecuencia en restaurantes tailandeses en el extranjero. Hay alguna razón para creer que la versión tailandesa del khao soi fue influenciada por la cocina musulmana china y, por lo tanto, probablemente se sirvió con pollo o ternera.[5] Las diferentes variantes de khao soi que se elaboran sin leche de coco y con fideos de arroz en lugar de fideos de huevo se consumen principalmente en la mitad oriental del norte de Tailandia.
- Khao soi aparece en la cocina del pueblo Shan que vive principalmente en Birmania. Esta versión de khao soi, así como la versión en la provincia de Chiang Rai, puede contener trozos de sangre cuajada (ver Khow suey).[6]

## Galería

Khao soi del norte de Tailandia
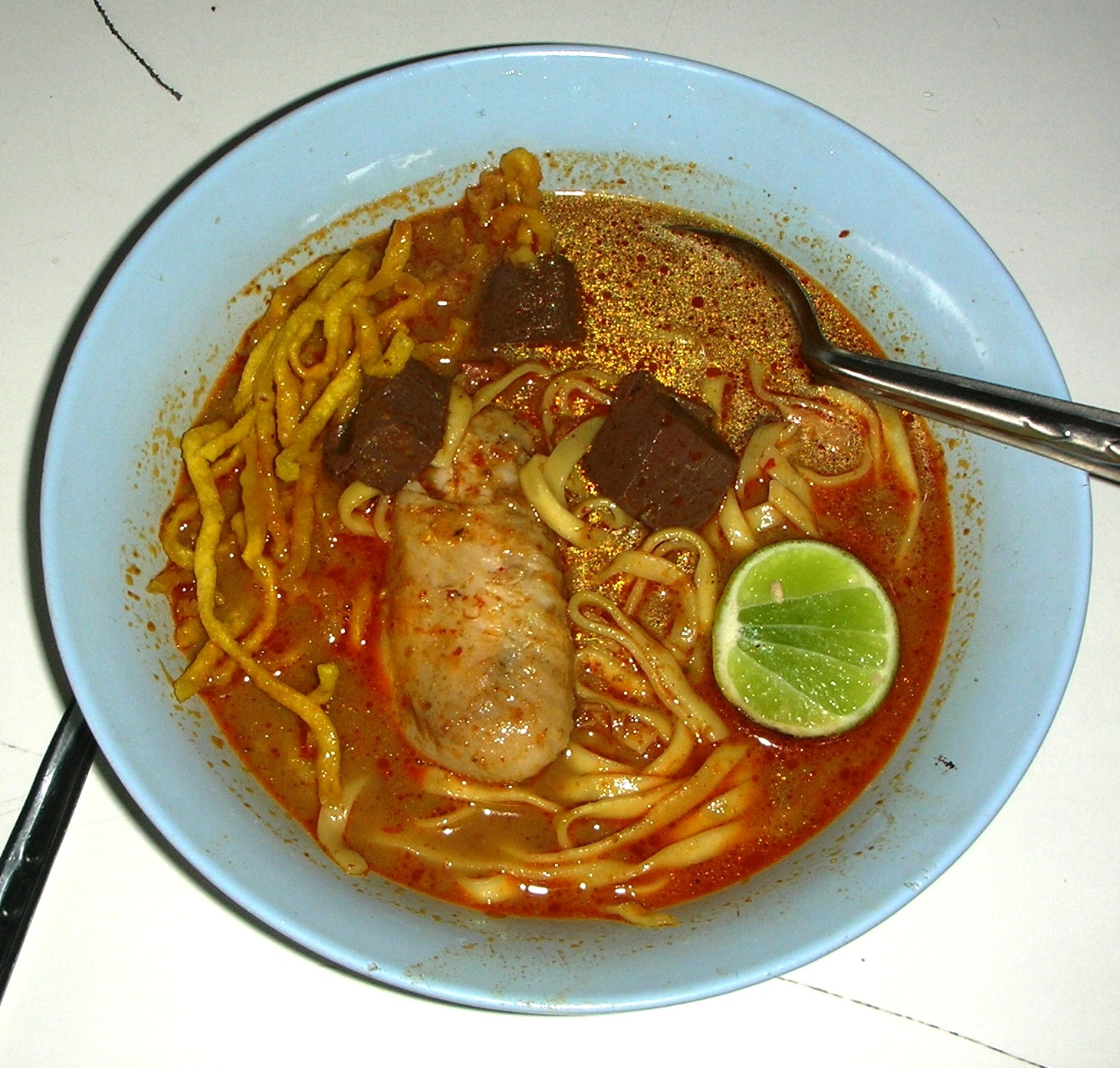
Pollo khao soi con sangre cuajada en la cafetería de una escuela, Chiang Rai, Tailandia.
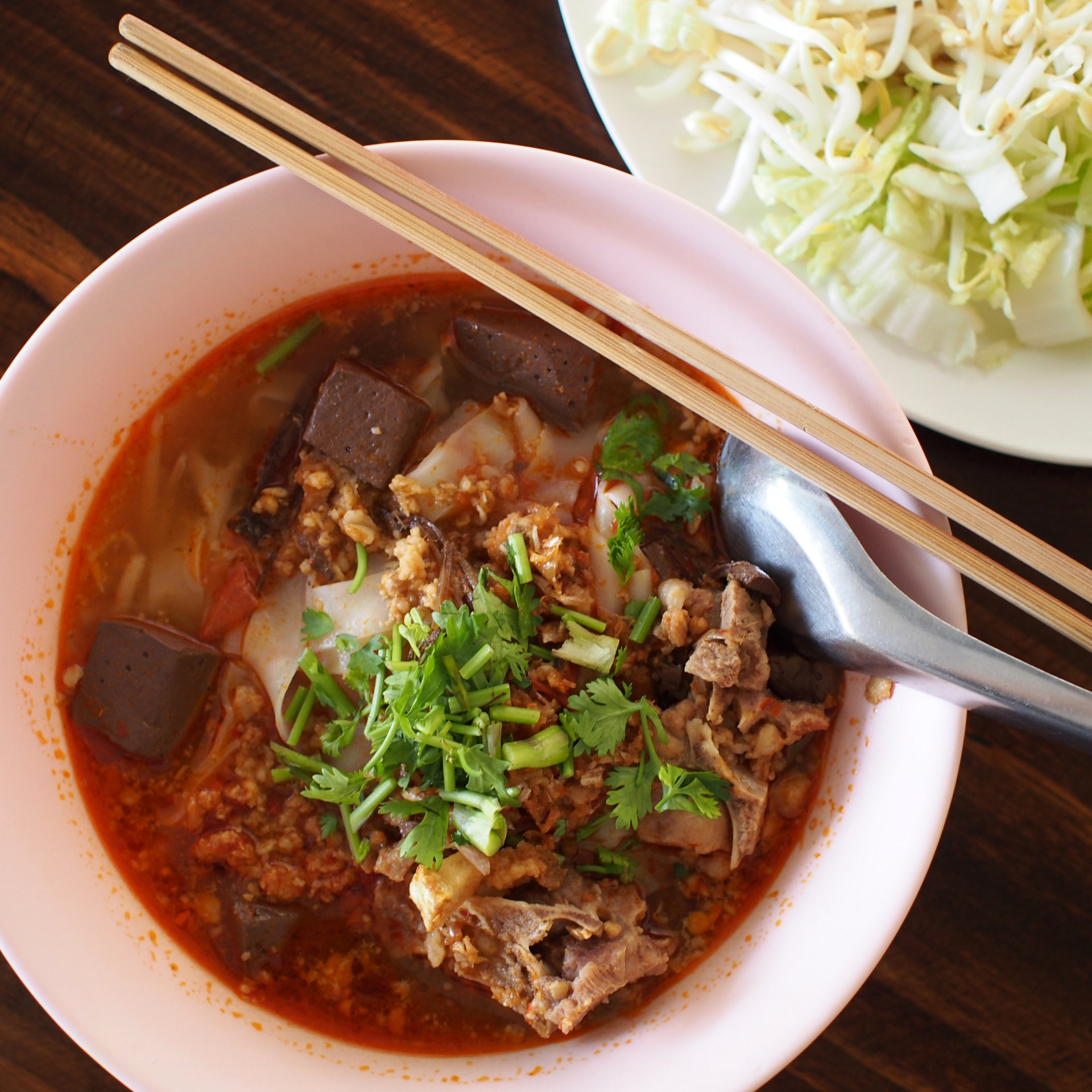
Khao soi Mae Sai, con carne de cerdo (picada) y sangre cuajada, es una variante tailandesa que no contiene leche de coco ni curry, pero utiliza la misma salsa que en nam ngiao.
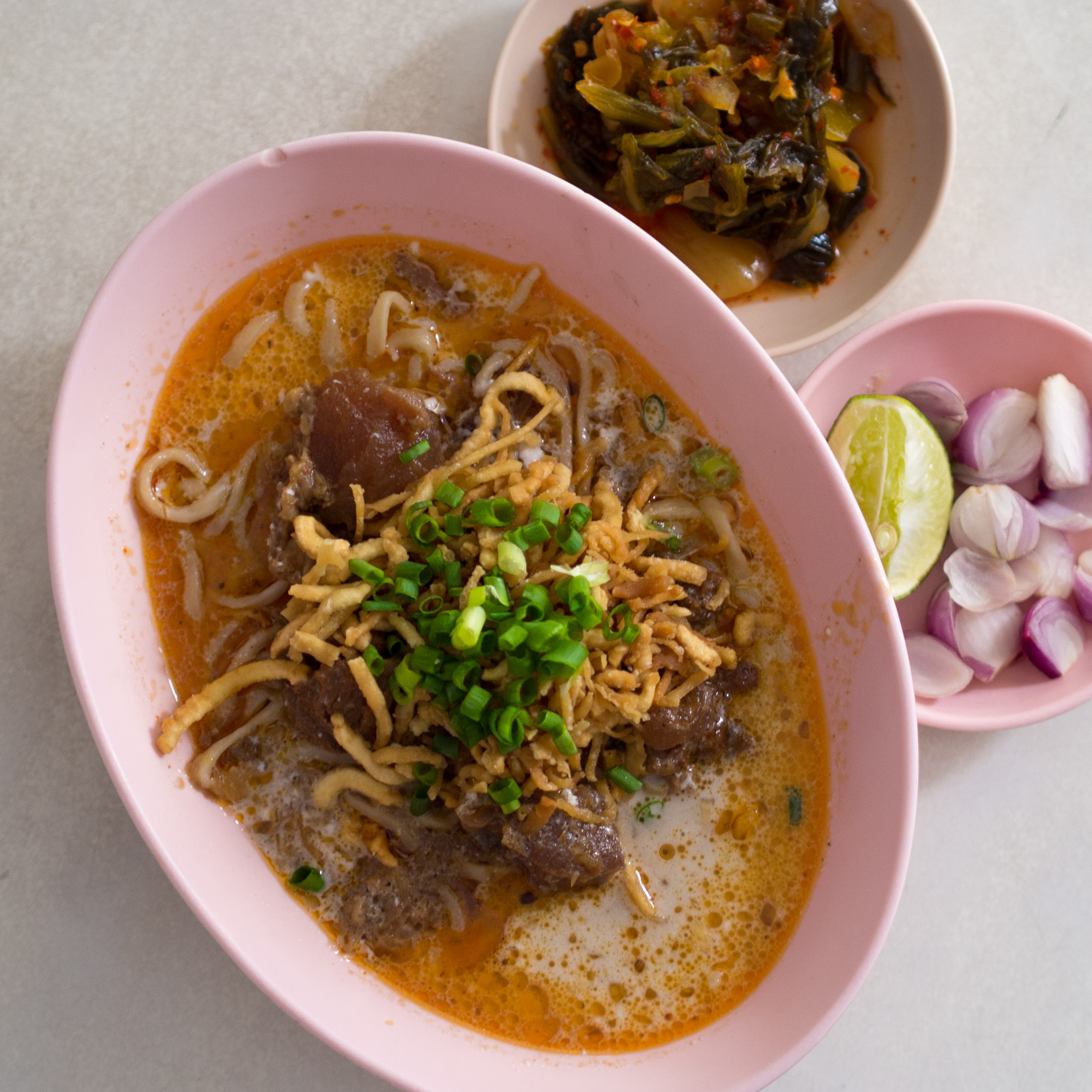
Un khao soi nuea de estilo musulmán (khao soi de res), Chiang Mai, Tailandia.
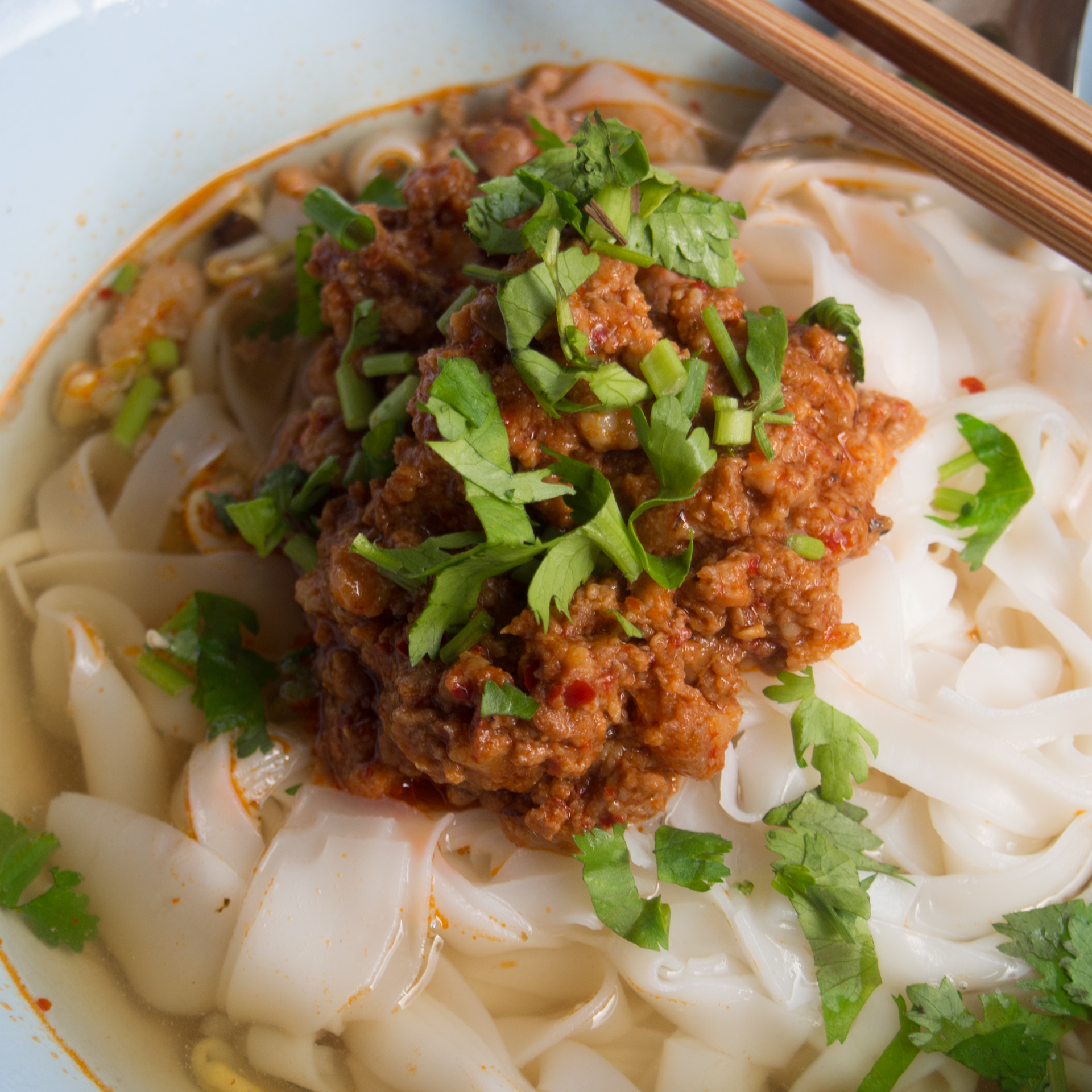
Khao soi nam na es un estilo de khao soi con una pasta picada de cerdo y chile, que se come en la parte oriental de la provincia de Chiang Rai, Tailandia.
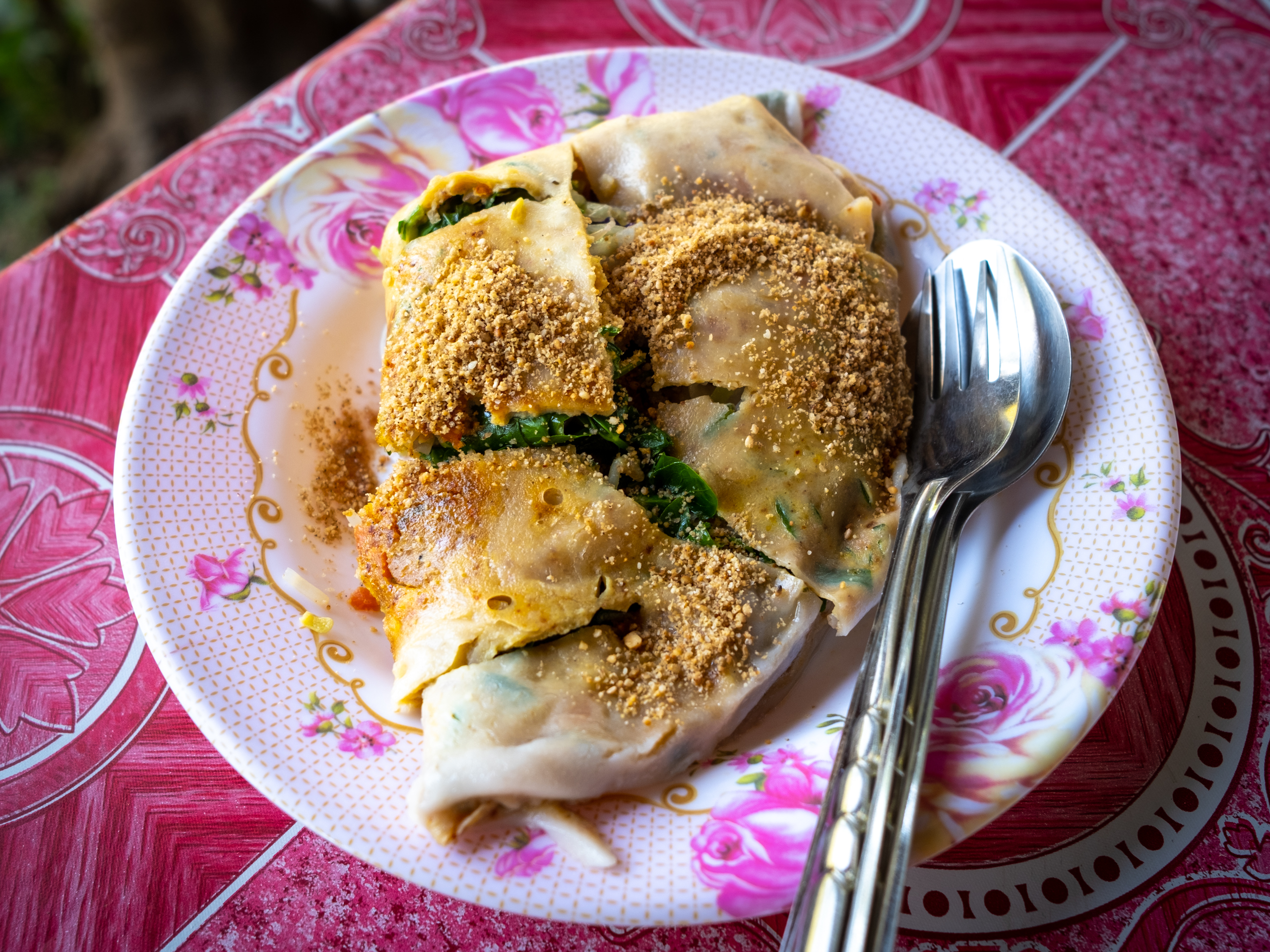
Khao soi noi songkhrueang es un plato de Shan: una envoltura hecha de masa de harina de arroz al vapor con un relleno de verduras al vapor y espolvoreada con maní molido.